# Pneumatopteris novae-caledoniae
Pneumatopteris novae-caledoniae är en kärrbräkenväxtart som beskrevs av Holtt. Pneumatopteris novae-caledoniae ingår i släktet Pneumatopteris och familjen Thelypteridaceae. Inga underarter finns listade.